# Simfonija broj 8. (Gustav Maler)

## Opšti pogled
Ovom je simfonijom Maler do temelja uzdrmao klasični simfonijski oblik. Ako je Treća Malerova najveća po dužini trajanja, Osma je najveća po izvođačkom aparatu. Izvode je osam vokalnih solista - tri soprana, dva alta i po jedan tenor, bariton i bas - zatim dva velika mešovita i jedan dečji hor, dva simfonijska orkestra od kojih se jedan nalazi izvan podijuma i orgulje. Nastala je tokom 1906. i 1907.godine, premijerno je pod dirigentskom palicom samog Malera izvedena u Minhenu septembra 1910. godine. Koncipirana je u dva dela od koji prvi deo traje 23 minuta, a opsežni drugi – 56 minuta. Osma Simfonija ukupno traje 1 sat i 19 minuta.

## Zvučne karakteristike
Prvi deo, obuhvata strukturu prvog stava i ima za osnovu staru hrišćansku himnu VENI, CREATOR SPIRITUS (Dođi, stvaraoče duha). Njega na efektan način počinju orgulje, a dalje u živahnom pokretu razvijaju solisti, horovi i orkestri. Najpre je to sopranska molitva ’’Imple superna gratia’’, na šta se nadovezuje snažni ’’Infirma nostri corporis’’. Sledi mistični orkestarski međustav, pa se ’’Infirma nostri’’ ponavlja. Usrdna molitva ’’Accende lumen sensibus (Užeži čulima svetlo)’’ i potonje ponavljanje  ’’Veni, Creator Spiritus’’, uvode u kulminaciju: to je molitva ’’Gloria sit patri Domino’’, koja uz moćni zvuk svih izvođača dovodi do završnog klimaksa. Tok prvog dela je gotovo ujednačen, harmonski veoma bujan, snažan.
Drugi deo efektno stapa u jednu celinu strukture drugog, trećeg i četvrtog stava i za osnovu ima tekst završne scene iz Geteovog FAUSTA. Solisti u njemu dobijaju i svoje uloge: 
- prvi sopran je Magna Peccatrix;
- drugi sopran – Una poenitentium;
- treći sopran – Mater Gloriosa;
- prvi alt je Mlinarica samarićanka;
- drugi alt – Marija Egipćanka;
- tenor je Doktor Marijanus,
- bariton – Pater ecstaticus, dok je
- bas – Pater profundus.

Uvodi ga orkestar, u jednom mističnom pokretu (Poco adagio – Piu mosso), a zatim, posle odjeka koji daju horovi, u raznim svojim pojedinačnim nastupima, razvijaju ga pojedinačno solisti i horovi sa orkestrima. Harmonije se postupno prosvetljavaju, a vrhunci se dostižu, prvo kod pesme hora mladih Anđela, ’’One ruže’’ i sopranske pesme (treći sopran, ’’Mater Gloriosa’’) o ’’večno ženskom’’ – Dođi, uzdigni se ka višim sferama’’. U završnici se priključuju i orgulje, te posle solističkog i horskog dela Sve prolazno je tek jedna slika, usleđuje blistava instrumentalna završnica, koja pod orguljama i zvonima dovodi do snažnog kraja.